# Baptiste Santamaria
Baptiste Santamaria (Saint-Doulchard, 9 maart 1995) is een Frans voetballer die doorgaans speelt als middenvelder. In augustus 2021 verruilde hij SC Freiburg voor Stade Rennais.

## Clubcarrière
Santamaria speelde in zijn geboorteplaats voor ES Justices Bourges, Bourges Football en Bourges 18. Zijn opleiding rondde hij af bij Tours. Hier maakte hij zijn debuut op 18 oktober 2013, toen met 1–2 gewonnen werd van Bastia. Santamaria mocht van coach Olivier Pantaloni twee minuten voor het einde van de wedstrijd invallen voor Bryan Bergougnoux. Hierdoor maakte hij het einde van de wedstrijd mee, waarin Andy Delort voor de winnende treffer zorgde. De Franse middenvelder kwam voor het eerst tot scoren in een officieel duel toen hij op 22 november 2013 negen minuten voor tijd een punt veiligstelde tegen Le Havre: 2–2.
In de zomer van 2016 maakte Santamaria voor circa vijfhonderdduizend euro de overstap naar Angers, waar hij zijn handtekening zette onder een verbintenis voor de duur van vier seizoenen. Dit contract werd twee jaar later opengebroken en verlengd tot medio 2022. In september 2020 maakte Santamaria een overstap naar SC Freiburg. Met de transfer was naar verluidt een bedrag van circa tien miljoen euro gemoeid, wat een nieuw record was voor de club. Een jaar later keerde de middenvelder terug naar Frankrijk, toen Stade Rennais ongeveer veertien miljoen euro betaalde voor zijn overgang. In januari 2024 werd zijn contract opengebroken en met een jaar verlengd tot medio 2026. Na drie jaargangen als basisspeler kwam Santamaria minder in actie tijdens de eerste helft van het seizoen 2024/25. Hierop huurde OGC Nice hem voor een half jaar, met een optie tot koop.

## Clubstatistieken
| Seizoen | Club          | Competitie | Competitie | Competitie | Beker | Beker | Internationaal | Internationaal | Totaal | Totaal |
| Seizoen | Club          | Competitie | Wed.       | Dlp.       | Wed.  | Dlp.  | Wed.           | Dlp.           | Wed.   | Dlp.   |
| ------- | ------------- | ---------- | ---------- | ---------- | ----- | ----- | -------------- | -------------- | ------ | ------ |
| 2013/14 | Tours         | Ligue 2    | 23         | 4          | 1     | 0     | —              | —              | 24     | 4      |
| 2014/15 | Tours         | Ligue 2    | 35         | 4          | 3     | 0     | —              | —              | 38     | 4      |
| 2015/16 | Tours         | Ligue 2    | 32         | 6          | 4     | 0     | —              | —              | 36     | 6      |
| 2016/17 | Angers        | Ligue 1    | 37         | 0          | 6     | 0     | —              | —              | 43     | 0      |
| 2017/18 | Angers        | Ligue 1    | 31         | 0          | 2     | 0     | —              | —              | 33     | 0      |
| 2018/19 | Angers        | Ligue 1    | 38         | 1          | 2     | 0     | —              | —              | 40     | 1      |
| 2019/20 | Angers        | Ligue 1    | 28         | 1          | 2     | 0     | —              | —              | 30     | 1      |
| 2020/21 | Angers        | Ligue 1    | 3          | 0          | 0     | 0     | —              | —              | 3      | 0      |
| 2020/21 | SC Freiburg   | Bundesliga | 30         | 1          | 1     | 0     | —              | —              | 31     | 1      |
| 2021/22 | SC Freiburg   | Bundesliga | 1          | 0          | 1     | 0     | —              | —              | 2      | 0      |
| 2021/22 | Stade Rennais | Ligue 1    | 34         | 2          | 2     | 0     | 9              | 0              | 45     | 2      |
| 2022/23 | Stade Rennais | Ligue 1    | 25         | 2          | 1     | 0     | 3              | 0              | 29     | 2      |
| 2023/24 | Stade Rennais | Ligue 1    | 30         | 0          | 5     | 0     | 7              | 0              | 42     | 0      |
| 2024/25 | Stade Rennais | Ligue 1    | 10         | 0          | 1     | 0     | —              | —              | 11     | 0      |
| 2024/25 | → OGC Nice    | Ligue 1    | 13         | 0          | 1     | 0     | 0              | 0              | 14     | 0      |
| Totaal  | Totaal        | Totaal     | 370        | 23         | 32    | 0     | 19             | 0              | 421    | 23     |

Bijgewerkt op 20 juli 2025.